# Ameyugo
Ameyugo é um município da Espanha na província de Burgos, comunidade autónoma de Castela e Leão, de área 12,509 km² com população de 97 habitantes (2007) e densidade populacional de 7,75 hab./km².

## Demografia
| Variação demográfica do município entre 1991 e 2004 | Variação demográfica do município entre 1991 e 2004 | Variação demográfica do município entre 1991 e 2004 | Variação demográfica do município entre 1991 e 2004 |
| --------------------------------------------------- | --------------------------------------------------- | --------------------------------------------------- | --------------------------------------------------- |
| 1991                                                | 1996                                                | 2001                                                | 2004                                                |
| 63                                                  | 51                                                  | 89                                                  | 95                                                  |